# Теофанија (супруга Отона II)
Теофанија (око 955—15. јун 991.) (грч. Θεοφανώ Σκλήραινα) била је византијска принцеза која је касније постала света римска царица, односно супруга светог римског (немачког) цара Отона ΙΙ.

## Биографија
До брака је дошло из политичких разлога, односно захваљујући настојању римско-немачког цара Отона Ι Великог да склопи савез са Византијом. У ту је сврху послао изасланство у Цариград да пронађе погодну невесту за свог сина Отона међу припадницима византијског племства, односно византијске царске династије. Према сачуваном брачном споразуму, Теофанију је била нећака или унука цара Јована Ι Цимискија; савремена истраживања су установила да је била кћер Софије Фоке, Јованове рођаке и нећаке претходног цара Нићифора ΙΙ Фоке, као и Константина Склера, Јовановог шурака (из првог брака).
Преговори, које је испочетка отежавало настојање да се Јован титулира као "грчки", а не римски цар, су окончани тек након што је Отон ΙΙ преузео престо. Године 972. је Теофанија из Цариграда дошла у римски двор с великом помпом, пратњом и бројним даровима. Њих двоје је свечано венчао папа Јован ΧΙΙΙ у базилици Светог Петра. Брзо се наметнула као утицајна личност на двору; мужа је пратила на свим његовим походима те издавала повеље у његово име. Мужу је родила следећу децу:
- Софија Ι, опатица од Гандершеима и Есена
- Аделхед Ι, опатица од Кведлинбурга и Гандершеима
- Матилда, (979 - 1025), удата за Еза, грофа Лотарингије
- Отон ΙΙΙ, свети римски цар
- Кћер, близнакиња Отона III

Теофанија је водила активан живот на двору, пратила мужа на његовим походима и издавала повеље у његово име. С друге стране је дошла у велики сукоб с Отоновом мајком Аделадом од Италије, коју је чак 978. успела протерати с двора. Након мужеве смрти 983. је с њом била присиљена делити регентство за Отона ΙΙΙ, али ју је опет прогнала и владала као самостални регент све до смрти.
Већина историчара је описују негативно. Алберт од Меца тврди да је била "неугодна и превише причљива". Често је критикована због претеране склоности луксузу, која се сматрала декадентном за тадашњу сиромашну и неразвијену Европу. Као пример се тако наводи обичај да се купа сваки дан. Теолог Петар Дамјан, пак, тврди како је имала ванбрачну везу са Јованом Филагатосом, грчким монахом који је накратко владао као антипапа Јован ΧVI. С друге стране се тврди да је прва користила виљушку као прибор за јело, односно увела обичај који ће се постепено проширити по европским дворовима.

## Породично стабло
|  |              |  |  |  |  |  |  |  |  |  |  |  |  |  |  |  |
|  | 2. [[]]      |  |  |  |  |  |  |  |  |  |  |  |  |  |  |  |
|  |              |  |  |  |  |  |  |  |  |  |  |  |  |  |  |  |
|  |              |  |  |  |  |  |  |  |  |  |  |  |  |  |  |  |
|  | 1. Теофанија |  |  |  |  |  |  |  |  |  |  |  |  |  |  |  |
|  |              |  |  |  |  |  |  |  |  |  |  |  |  |  |  |  |
|  |              |  |  |  |  |  |  |  |  |  |  |  |  |  |  |  |
|  | 3. [[]]      |  |  |  |  |  |  |  |  |  |  |  |  |  |  |  |
|  |              |  |  |  |  |  |  |  |  |  |  |  |  |  |  |  |
|  |              |  |  |  |  |  |  |  |  |  |  |  |  |  |  |  |